# 竹村美咲
竹村 美咲（たけむら みさき、1996年8月27日 - ）は、京都府出身の元女子サッカー選手。日ノ本学園高等学校出身。現役時代のポジションはディフェンダー。

## 来歴
京都西山フットボールクラブ、バニーズ京都SCガラシャを経て、2012年に日ノ本学園高等学校に入学。高校2年のときに、夏の全国高等学校総合体育大会サッカー競技大会と冬の全日本高等学校女子サッカー選手権大会で優勝し2冠を達成。 3年生のときには主将として2年連続で夏・冬の2冠を達成した。
2015年、INAC神戸レオネッサに入団。入団後は度重なる怪我に苦しみ、2017年12月にINAC神戸レオネッサを退団して休養することが発表された。
2019年1月、現役引退を発表した。
2019年4月、INAC神戸レオネッサのフロントスタッフ就任を発表した。

## 個人成績
| 国内大会個人成績 | 国内大会個人成績   | 国内大会個人成績 | 国内大会個人成績 | 国内大会個人成績 | 国内大会個人成績 | 国内大会個人成績 | 国内大会個人成績 | 国内大会個人成績 | 国内大会個人成績 | 国内大会個人成績 | 国内大会個人成績 |
| 年度             | クラブ             | 背番号           | リーグ           | リーグ戦         | リーグ戦         | リーグ杯         | リーグ杯         | オープン杯       | オープン杯       | 期間通算         | 期間通算         |
| 年度             | クラブ             | 背番号           | リーグ           | 出場             | 得点             | 出場             | 得点             | 出場             | 得点             | 出場             | 得点             |
| 日本             | 日本               | 日本             | 日本             | リーグ戦         | リーグ戦         | リーグ杯         | リーグ杯         | 皇后杯           | 皇后杯           | 期間通算         | 期間通算         |
| ---------------- | ------------------ | ---------------- | ---------------- | ---------------- | ---------------- | ---------------- | ---------------- | ---------------- | ---------------- | ---------------- | ---------------- |
| 2014             | 日ノ本学園高       | 2                | -                | -                | -                | -                | -                | 1                | 0                | 1                | 0                |
| 2015             | INAC神戸レオネッサ | 24               | なでしこ1部      | 0                | 0                | -                | -                | 0                | 0                | 0                | 0                |
| 2016             | INAC神戸レオネッサ | 24               | なでしこ1部      | 0                | 0                | 0                | 0                | 0                | 0                | 0                | 0                |
| 2017             | INAC神戸レオネッサ | 24               | なでしこ1部      | 0                | 0                | 0                | 0                | 0                | 0                | 0                | 0                |
| 通算             | 日本               | 日本             | 1部              | 0                | 0                | 0                | 0                | 0                | 0                | 0                | 0                |
| 通算             | 日本               | 日本             | その他           | -                | -                | -                | -                | 1                | 0                | 1                | 0                |
| 総通算           | 総通算             | 総通算           | 総通算           | 0                | 0                | 0                | 0                | 1                | 0                | 1                | 0                |

## 獲得タイトル

### 所属チーム
- 日ノ本学園高等学校
  - 全国高等学校総合体育大会サッカー競技大会: 3回 (2012年、2013年、2014年)
  - 全日本高等学校女子サッカー選手権大会 :2回(2013年、2014年)

- INAC神戸レオネッサ
  - 皇后杯全日本女子サッカー選手権大会：2回（2015年、2016年）